# Kupang
Kupang es la capital de la provincia indonesia de Nusa Tenggara Oriental. Kupang está localizado en Timor Occidental, a 10°11′S 123°35′E / -10.183, 123.583, y tiene una población de 450.000 habitantes aproximadamente.
Siendo la capital de la provincia Nusa Tenggara Oriental, los enlaces de transportes y administrativos entre Kupang y las islas aisladas son abundantes. Kupang fue un puerto y una base de comercio muy importante durante la época de la colonización de los portugueses y los neerlandeses. Todavía existen ruinas y vestigios que testimonian la presencia de la colonización en esta ciudad.
Kupang sirvió como un lugar importante de aterrizaje y de suministro de combustibles a los aviones en ruta entre Europa y Australia a principios de siglo XX. También fue un lugar importante durante el conflicto de Timor Oriental.

Mapa de Nusa Tenggara Oriental.

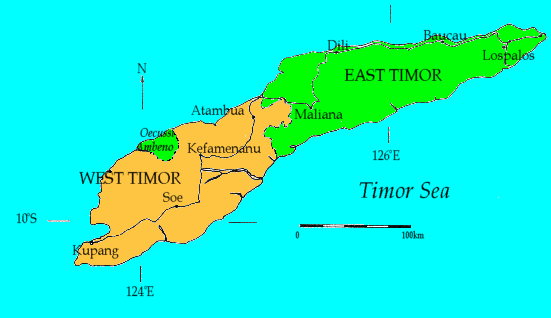
Mapa de la isla de Timor.